# Ojos de Agua (El Salvador)
Ojos de Agua es un distrito del municipio de Chalatenango Sur en el Departamento de Chalatenango, El Salvador. Está limitado al norte, por Honduras; al este, por Honduras y Nueva Trinidad; al sur, por Las Flores y Las Vueltas; al oeste, por Concepción Quezaltepeque y El Carrizal.
La extensión territorial del distrito es de 34.12 km². En 2024 la población del distrito era 3 023 habitantes. Para su administración, el municipio se divide en 7 cantones y 19 caseríos.
| Censo | Población | Cambio | Porcentaje |
| ----- | --------- | ------ | ---------- |
| 2007  | 3 667     | N/D    | N/D        |
| 2024  | 3 023     | -644   | -17.6%     |

## Cantones y Caseríos
Coyolar:
Coyolar,
Los Aparejos,
Los Navarro,
Casas Viejas
El Portillo:
El Portillo,
El Cerro Pelón
El Sitio:
El Sitio,
El Salitre
El Tablón:
El Tablón,
Valle el Pito
El Zapotal:
El Zapotal,
El Copinol
La Montañita:
La Montañita
Yurique:
Yurique,
Las Pavas,
Las Aradas,
El Mandadero,
San Francisco,
El Aceituno

### Observación de la división política administrativa
Según la población los caseríos que componen al cantón Coyolar están deshabitados. El caserío El Sitio del cantón El Portillo es conocido como Tierra Blanca. En el caso del cantón El Zapotal, el caserío El Copinol está deshabitado y los caseríos que componen al cantón Yurique están deshabitados.

### Historia de Cantones y Caseríos
Según la población los caseríos que componen al cantón Coyolar están deshabitados. El caserío El Sitio del cantón El Portillo es conocido como Tierra Blanca. 
En el caso del cantón El Zapotal, el caserío El Copinol está deshabitado y los caseríos que componen al cantón Yurique están deshabitados.
Según los habitantes, el Municipio de Ojos de Agua se le puso así, porque había una abundancia de nacimientos de agua.
Según sus habitantes se le nombró así porque hubo dos familias (Melgar-Márquez) las que fueron habitar esa montaña por lo tanto le pusieron La Montañita.
Según los habitantes al lugar de los sitios se le nombró así, porque ahí sitiaban, es decir, había casas de sintió que parecían establos pero que la gente no vivía permanentemente ahí, sino que pasaba el tiempo cuidando sus animales.
Sobre el nombre de El Coyolar según la gente se le puso así porque los hombres eran bien machos o bien coyoludos.

## Religión
83% de la población de El Salvador se identifica como católica, y el otro 17% se identifica con otras religiones (CIA World Factbook). Pero en los últimos años la popularidad de catolicismo ha sido rebajando (USBDHRL) Hay bastante actividad de los protestantes, y El Salvador tiene una de las tasas más altas de protestantes en América Latina (Soltero y Saravia 2003:1). Sin duda la religión tiene un papel muy importante en la vida en muchas personas. Fiestas patronales y religiosos todavía son muy importantes y celebrados en casi todos los municipios del país, y casi todos los cantones tienen su propio santo en cuyos honor celebran la fiesta patronal.

## Fiestas Patronales
Casco urbano:	16 al 19 de marzo,	fiesta patronal en honor a San José; 16 de julio,	en honor a la Virgen del Carmen; 28 de octubre,	fiesta patronal en honor a San Judas Tadeo
Coyolar: 14 y 15 de agosto, fiesta patronal en honor a la Virgen de la Asunción (El Tránsito)
El Portillo: 27 de julio, fiesta patronal en honor a la Virgen del Perpetuo Socorro
El Sitio:	 3 de mayo, fiesta tradicional en honor a la Santa Cruz.
El Tablón:	 15 de mayo,
	en honor a San Isidro Labrador;
		 6 de marzo, 	fiesta patronal en honor a San Antonio de Padua
El Zapotal:	14 y 15 de octubre, en honor a Jesús del Rescate
La Montoñita:	 3 de mayo,
	en honor a la Santa Cruz y a San Antonio de Padua

## Música
Antes la música que se escuchaba, eran las Rancheras y algunos boleros. Entre los instrumentos que se observaban están: violín, guitarras, marimba, pitos de barro que se compraban se vendían en Tomalá cuando se hacían las romerías. A veces se sacaba música con las mismas manos, también se hacían flautas con el tallo de la hoja de papaya y con las varas de bambú. Algunos también sacaban música con las hojas de naranjo, o de café.
Además, las serenatas eran frecuentes, ahora ya no se ven. Ahora esa música ya no se escucha.

### Danza y bailes tradicionales
Una de las danzas que se bailaban era la “Raspa” y algunas rancheras que se bailaban.

## Producción Agrícola
La producción que históricamente ha caracterizado al municipio es la del maíz y fríjol, el maicillo, el arroz, las hortalizas. Se producía añil, y todavía quedan algunos restos de los obrajes, pero ya no se producen, por ejemplo podemos encontrar obrajes en El Zapotal, en la Bagacera (La Montañita), en El Tule, Las Cañas, en el Barrio Concepción, en La Vega de Los Alvarenga, en Monte Redondo, El Chupadero. En la piedra larga hay tres obrajes, a orillas del Río Sumpul.
Antes se sacaba la tinta machacado con agua se echaba en un bote el jiquilite, y se preparaba la tinta para escribir con canuteros. También se produce la Flor de Jamaica.

## Comida y Bebida
La comida tradicional incluye frijoles, tortillas, carnes de animals domésticos, sopas, dulces, y semillas. Otros platos tradicionales incluyen: 
1. Para la época de la cosecha del elote se hacen tamales de elote, tortas de elote, atole de elote, elotes sancochados, riguas, montucas, atole agrio con maíz tiernito.
2. Los tamales se pueden hacer de diferentes formas y con diferentes Ingredientes por ejemplo:
Tamales de gallina, de elote, 
3. Pisques; estos tamales también llamados tamalotes eran los famosos tamales viajeros puesto que se usaban cuando las personas salían por varios días de sus casas, para hacer estos tamales se cuece el maíz con cal y cuando se lava se le tiene que sacar al ojo al maíz para que no arruine el tamal.
4. Se hacen dulce de almidón, conservas, dulces de nance y de sandía
5. Sopa de fríjol con mango tierno picado.
6. El mogo, esta comida era preparada de guineo tierno, se molían y se cocían con agua a modo que quedara como u atole si se quería se le echaba sal o sino azúcar. 
7. De la piña de cajeta también se sacan las piñuelas y se puede hacer atole
8. Otra comida que se come es el ojushte, esta es una semilla que se pone a salcochar, una vez salcochado se hace la masa y se pueden hacerse tortillas, pero si se quiere, una vez salcochado se le puede agregar limón, sal y chile, luego se come. 
9. Semillas de paterna, semillas de pan
10. Las bolas de masa en las sopa de frijoles era otra comida que se acostumbraba a hacer.
	La mayoría de los ingredientes que se usan para estas comidas y bebidas tradicionales, son naturales y se pueden encontrar o producir en la zona, además forman parte de la biodiversidad que en algunos casos esta amenaza o en peligro de extinción. Sin embargo, estos se está perdiendo, ahora la gente come más productos industriales.

## Sitios Turísticos
1. La poza de La Piedra Larga que queda en el río Sumpul, es un balneario que muchos visitan
2. El Tablón es un cantón bonito, rodeado de montaña y con clima agradable
3. Los cerros: El Tule, El Zarzal y El Cebollal, son uno solo y es el que se encuentra frente al centro urbano de Ojos de Agua.
4. La poza Rumbadota
5. Poza del Coponte

## Producción Artesenal
1. En el municipio, históricamente se han elaborado Ollas, Comales, velas de vegetal y de cera olorosas y amarillas, atarrayas de nylon ya con el plomo, paños de hilo, hamacas, matates, petates de tule, piedras de moler, trapiches de madera.
2. También se sabe hacer el aguardiente conocida como el “Chaparro”, este se prepara clandestinamente porque es ilegal aun cuando sea un patrimonio culturales de los diferentes pueblos. Se usa como medicina para el mareo y la anemia, puesto que revitaliza a las personas desde luego que debe ser con medida porque es una bebida altamente embriagante.

## Sitios Arqueológicos
1. En El Tablón hay piedras con dibujos
2. En El Cerro Vivo en este lugar hay dibujos en las piedras y cimientos de casas
cerca de la clínica-hay letreros-En la casa de Don Maximiliano Ayala hay piedras con letras
3. Piedra Larga se encuentran pedazos de tiesto 
4. En El Cebollal en La Montañona en la zona del Naranjito se encuentran obsidiana y piedra centella

## NOTA
La información que no tiene otra cita es extraído de Martínez Alas et. al. "Diagnóstico Cultural Municipio de Ojos de Agua, 2005." Usado con el permiso de la Unidad Técnica Intermunicipal de La Mancomunidad la Montañona, quienes comisiaron el informe.